# Pavel Lžičař
Pavel Lžičař (* 10. března 1957) je český komunální politik z města Raspenava, které leží ve Frýdlantském výběžku na severu České republiky. Poprvé se Lžičar dostal do zastupitelstva při volbách v roce 1998. Následně svůj post obhájil i v obecních volbách konaných v letech 2002 a 2006.
Do voleb o čtyři roky později (2010) nastupoval jako starosta svého města. Uskupení Za obnovu obce, v jehož čele stál, sice ve městě vyhrálo, ale samotného Lžičaře voliči do zastupitelstva nevybrali. Z kandidátní listiny si totiž zvolili jiné osobnosti, které do zastupitelstva preferovali, a ty pak dosavadního starostu v pořadí přeskočily. Objevily se hlasy, které volební neúspěch dosavadního starosty dávaly za vinu míře jeho angažovanosti během řešení následků povodní, jež ten rok město postihly. Při kontrole volebních výsledků ale členka jedné z volebních komisí zjistila, že při přepisu počtů preferenčních hlasů do programu Českého statistického úřadu došlo k překlepu, a podala stížnost k soudu. Ten – s ohledem na skutečnost, že se jednalo o administrativní chybu – rozhodl volby neopakovat, ale pouze opravit výsledky. Lžičař se tak následkem přepočítání volebních zisků do zastupitelstva vrátil a nahradil v něm Vladislava Koberu. Nakonec Lžičaře zastupitelé zvolili za starostu i na další období.
V následujících komunálních volbách konaných roku 2014 Lžičař znovu kandidoval a opětovně byl zvolen do zastupitelstva města. A stal se také starostou i na další funkční období.
Vedle politických funkcí je též členem dozorčí rady ve firmě Frýdlantská vodárenská společnost.